# Stardust Memories
Stardust memories is een Amerikaanse tragikomische film uit 1980 van regisseur Woody Allen. Het verhaal gaat over een regisseur die op een filmconventie wordt belaagd door zijn fans en vertegenwoordigers van de studio omdat hij niet meer de leuke films maakt die hij vroeger maakte. Stardust Memories werd genomineerd voor de Writers Guild of America Award voor beste direct voor het scherm geschreven comedy.

## Verhaal
Stardust Memories is een film met meerdere lagen, waarbij verhaallijnen door elkaar lopen en er meerdere films in de film blijken te zitten.
Filmmaker Sandy Bates is in het Stardust Hotel in Atlantic City waar hij tijdens een filmfestival een lezing geeft over zijn films. Hij wordt voortdurend geconfronteerd met zijn fans die het niet eens zijn met het feit dat hij niet langer komedies maakt. Er zijn ook vertegenwoordigers van zijn filmstudio die het ook niet eens zijn met de huidige koers die Bates volgt, het maken van psychologische, intellectuele, meer Europees gerichte films. Bates heeft ook moeite met zijn relaties. Er zijn flashbacks over zijn relatie met de actrice Dorrie. Dorrie heeft een psychose gehad en was opgenomen in een inrichting. Hoewel ze inmiddels is hertrouwd, heeft ze nog altijd last van psychische problemen.
Op de conventie krijgt Bates een kortstondige verhouding met Daisy, een jonge celliste en ex-junkie. De zaken raken vervolgens gecompliceerd als de huidige vriendin van Bates, Isobel, langskomt met haar twee kinderen. Isobel heeft net haar man verlaten, een gegeven dat Bates verwart. Hij wil graag onmiddellijk met Isobel trouwen, maar aan de andere kant schrikt hij daarvoor terug. Dan ziet Bates zijn eigen film op het festival. De studio heeft zonder iets te vragen het einde veranderd, waardoor de film er anders uit is gaan zien. De verontwaardigde Bates vlucht weg en wordt geconfronteerd met een vliegende schotel. De buitenaardse wezens bespreken zijn seksuele voorkeuren en vragen hem om meer 'leuke grappen' te vertellen. Vervolgens wordt Sandy Bates zogenaamd doodgeschoten door een fan, wordt hij gevangengezet en ziet hij zijn chauffeur gearresteerd wegens fraude met de post.
In zijn slaap noemt Bates de naam van Dorrie en de geschokte Isobel vlucht weg. Bates gaat haar achterna en weet haar op het station te achterhalen. Ze kussen en Bates onthult het nieuwe einde van zijn film. Daarna gaat het licht aan en zien we dat de film is vertoond aan een zaal vol mensen die allemaal een rol in de film hebben gespeeld. De kijker blijft zitten met de vraag, was dit nu een film in een film of de film zelf?

## Rolverdeling
| Acteur                   | Personage    |
| ------------------------ | ------------ |
| Woody Allen              | Sandy Bates  |
| Charlotte Rampling       | Dorrie       |
| Jessica Harper - Daisy   |              |
| Marie-Christine Barrault | Isobel       |
| Tony Roberts             | Tony         |
| Helen Hanft              | Vivian Orkin |
| John Rothman             | Jack Abel    |

- Anne De Salvo – Sandy's zus

## Achtergrond
Stardust Memories is een van Allens meest persoonlijke films.
In 1980 stond hij op de top van zijn roem. Hij was gelauwerd voor Manhattan en Annie Hall en werd bewonderd door talloze fans. Toch heeft de film een bittere ondertoon. Hier spreekt een filmmaker die niet uit de voeten kan met de mateloze bewondering van zijn fans en moet vechten om een ander soort films te maken dan de komedies uit zijn begintijd. 
Allen speelt in de film met diverse technieken. Zo gebruikt hij dezelfde acteurs in verschillende scènes, om de kijker ervan te doordringen dat er sprake is van een film in de film. Ook zijn er referenties aan het werk van Fellini (met name 8½) en Ingmar Bergman die vooral de filmliefhebber aanspreken. Dit wordt nog eens onderstreept door het fragment van de film waar Bates naar zit te kijken tijdens het festival, een fragment uit De Fietsendieven. Tegelijkertijd probeert de film ook antwoorden te geven op vragen als godsdienst, filosofie, oorlog en dood.
Net als veel andere films van Allen bevat Stardust Memories verschillende jazznummers. Dit zijn onder andere nummers van Louis Armstrong, Django Reinhardt, en Chick Webb.
Allen heeft altijd ontkend dat de film een autobiografie zou zijn, en heeft openlijk laten merken dat hij het jammer vindt dat sommige mensen wel zo over de film denken. Wat betreft meningen over zijn films staan Allens fans en critici vaak lijnrecht tegenover elkaar.